# 塭子內
塭子內，是臺灣臺南市佳里區的一個傳統地域名稱，位於該區最南端。相較於今日行政區，其範圍大致包括塭內里不含東北部邊界地帶及最東端、南勢里西部凹入部分的東側及南側地帶。
廣義的塭子內又稱為「塭內地區」，亦即台灣清治時期至日治前期的「塭子內庄」或日治後期的「塭子內」大字，現設有塭內里；狹義的塭子內則僅指里內最大的一個聚落。日治時期設多項機關於塭子內本部落（如：派出所、公學校、灌溉監視所、會社原料所等），始大為發展，日治中期至民國五、六十年代間的農業經濟發展快速帶動下，成為南佳里、南七股的農、商中心，庄內曾同時有露天戲院、酒家、碾米廠、布莊等林立的店家，隨著民國六十年代後工業興起，逐漸取代農業社會，而塭子內的一時繁景也隨著農業經濟的式微而快速消失，現今蛻下過去繁華，與一般高齡農村無異。

## 概述
塭內地區清治末期稱為「塭子內庄」，隸屬於臺南府安平縣西港仔堡。日治前期仍稱塭仔內庄，隸屬於臺南廳西港仔堡，日治後期改制為塭子內大字，隸屬於臺南州北門郡佳里街。
塭內地區的主要聚落有塭子內、外渡頭、林投內、蚶寮、頂破坪一部分、港墘、東勢寮、下東勢寮、埔頂。

## 主要姓氏
- 塭子內：黃
- 外渡頭：黃、陳、魏
- 林投內：黃
- 蚶寮：黃
- 頂破坪（劃歸蚶寮里部分）：陳
- 埔頂：黃、葉
- 東勢寮：黃
- 港墘：黃、王

## 主要廟宇
- 塭內蚶寮永昌宮（塭子內本部落與蚶寮本部落合廟，另林投內約半數也以此為信仰中心）
- 外渡頭中社子厚德宮（外渡頭與劃歸西港區的中社子合廟）
- 蚶寮福安宮（頂破坪劃歸佳里區蚶寮里的部分）
- 慈德禪寺（佛教禪寺）

## 地方機關
- 佳里區農會塭內分部
- 嘉南農田水利會塭內工作站
- 臺南市警察局佳里分局塭內派出所
- 塭內國小
- 通興國小（位於埔頂聚落）